# アーユルヴェーダ
アーユルヴェーダ（梵: आयुर्वेद、ラテン翻字:Āyurveda）は、インド亜大陸の伝統的医学である。ユナニ医学（ギリシャ・アラビア医学）、中国医学と共に世界三大伝統医学の一つであり、相互に影響し合って発展した。トリ・ドーシャと呼ばれる3つの要素（体液、病素）のバランスが崩れると病気になると考えられており、これがアーユルヴェーダの根本理論である。
伝統医学として体系化され、医療の一分野と位置づけられている。しかしその実践は、治療にとどまらず、食事法・日々の生活習慣・睡眠・運動・心身の調和など、暮らしのあらゆる側面に浸透している。こうした背景から、アーユルヴェーダは医師や専門家による医療行為のみを指すのではなく、人々がより健やかに、より自然と調和して生きるための知恵として広く活用されてきた。現代においてもセルフケアやライフスタイルの一部として取り入れられ、世代や地域を越えて共有されてきた「みんなの知恵」としての側面を併せ持つ。そのためアーユルヴェーダは、単なる医療にとどまらず、人々の生活文化を形作る基盤のひとつとして位置づけられている。
その名は寿命、生気、生命を意味するサンスクリット語の「アーユス」（梵: आयुस्、ラテン翻字:Āyus）と知識、学を意味する「ヴェーダ」（梵: वेद、ラテン翻字:Veda）の複合語である。医学のみならず、生活の知恵、生命科学、哲学の概念も含んでおり、病気の治療と予防だけでなく、より善い人生を目指すものである。健康の維持・増進や若返り、さらには幸福な人生、不幸な人生とは何かまでを追求する。文献の研究から、一つの体系としてまとめられたのは早くても紀元前5 - 6世紀と考えられている。古代ペルシア、古代ギリシア、チベット医学など各地の医学に影響を与え、インド占星術、錬金術とも深い関わりがある。
体系化には、宇宙の根本原理を追求した古層のウパニシャッド（奥義書,ヴェーダの関連書物）が重要な役割を果たし、バラモン教・六派哲学に数えられるサーンキヤ学派の二元論、ヴァイシェーシカ学派の自然哲学、ニヤーヤ学派の論理学も大いに利用された。
インドではイスラーム勢力の拡大以降、支配者層や都市部でユナニ医学が主流となり、その隆盛はテュルク系イスラーム王朝のムガル帝国（1526 - 1858年）時代に最高潮に達した。一方アーユルヴェーダは衰退し、周辺部や貧しい人々の間に受け継がれた。20世紀初頭になると、イギリス帝国のインド支配に対抗するナショナリストや、欧米のオリエンタリストたちによって、アーユルヴェーダは「インド伝統医学」として復興し、西洋近代医学に対抗して教育制度が整備された。
現代のインドにおいては政府にアユシュ省（インド伝統医療省）が設置されており、公認の医学体系の一部である。約600種類の薬草から医薬品や健康食品が製造されている。
アメリカ合衆国では、ニューエイジ運動（1970 - 80年代）で、アーユルヴェーダをはじめとする様々な伝統医学・ホリスティック医学が注目された。1998年にアメリカ国立衛生研究所（NIH）に国立補完代替医療センター（NCCAM）ができたことをきっかけに広まり、世界各地で現代医学を補完・代替する医療として利用されている。また、アーユルヴェーダに興味を持ったヒッピー達がインドに滞在した影響で、外国人向けにアレンジされたアーユルヴェーダ・マッサージが人気となり、現在では医療ツーリズムが隆盛している。インドでは、アーユルヴェーダ医師（BAMS）の資格は国家資格であり、現代医学と並んで治療が行われている。一方、商業化されたアーユルヴェーダの世界的な普及や、アーユルヴェーダ薬がサプリメントとして流通することで、様々な問題も起こっている。

## 概要

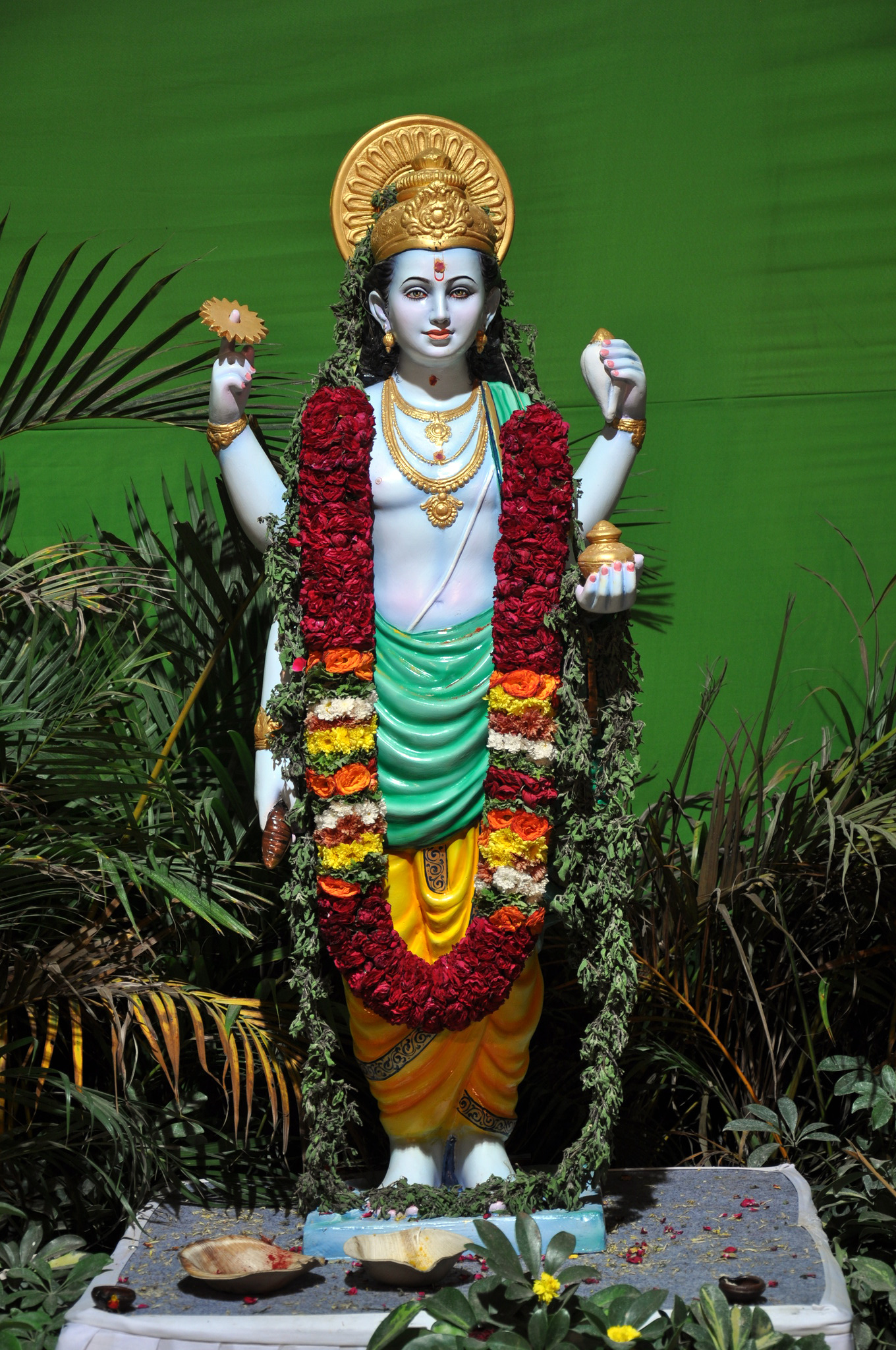
バンガロール・アーユルヴェーダエキスポのダンヴァンタリ象。ダンヴァンタリは、アーユルヴェーダの始祖とされるブラフマー神の化身。カーシーの王で、『スシュルタ・サンヒター』に登場する。

アーユルヴェーダは、心、体、行動や環境も含めた全体としての調和が、健康にとって重要とみる。このような心身のバランス・調和を重視する考え方を、全体観（英: holism）の医学という。古代ギリシアの医師ヒポクラテスに始まり、四体液の調和を重視するギリシャ・アラビア医学（ユナニ医学）や、陰陽・五行のバランスを重視する中国医学など、伝統医学の多くが全体観の医学である。
病気になってからそれを治すことより、病気になりにくい心身を作ることを重んじており、病気を予防して健康を維持する予防医学の考え方に立っている。心身のより良いバランスを保つことで、健康が維持されると考えた。具体的には、五大（5つの祖大元素）からなるヴァータ（風）、ピッタ（胆汁・熱）及びカパ（粘液・痰）のトリ・ドーシャ（3つの体液、病素）のバランスが取れていること、食物の消化、老廃物の生成・排泄が順調で、サプタ・ダートゥ（肉体の7つの構成要素）が良い状態であることが挙げられる。
また、古典医学書『チャラカ・サンヒター』では、生命（アーユス）は「身体（シャリーラ）・感覚機能（インドリヤ、五感）・精神（サットヴァ）、我（アートマン、自己、魂、真我）」の結合したものであると述べられており、身体や感覚器官だけでなく、精神面、さらに魂と表現されるような根源的な面が良い状態であることも健康の条件となる。特に食事が重要視されており、生活指導も行われる。睡眠や排泄、セックスなどの自然な欲求を我慢することは、病気につながるとして戒めている。
治療には大きく2つがあり、1つは食事、薬、調気法や行動の改善でドーシャのバランスを整える緩和療法（鎮静療法）、もう1つは増大・増悪したドーシャ（体液）やアーマ（未消化物）、マラ（老廃物）などの病因要素を排泄する減弱療法（排出療法, 浄化療法）である。減弱療法では、パンチャカルマ（5つの代表的な治療法、2種類の浣腸・油剤・下剤・吐剤）と呼ばれる治療法がよく知られている。根源的・霊的な面の治療として、ジョーティシャ（インド占星術）やマントラ（呪文）、宝石を使った治療がある。

## 理論

### トリ・ドーシャ（三体液, 三病素）

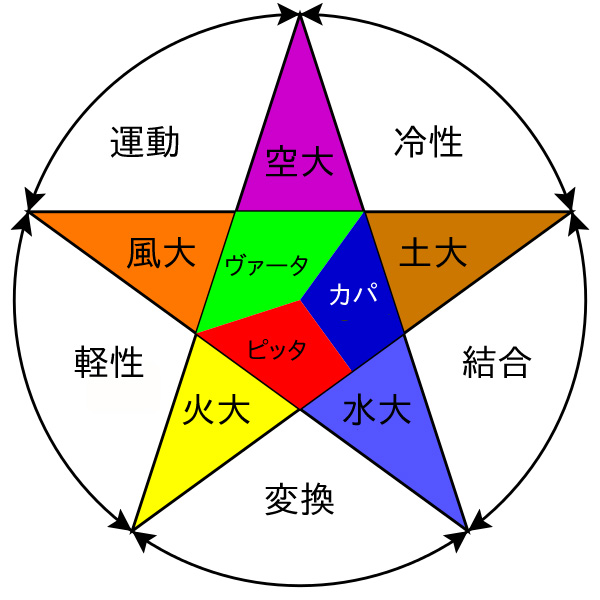
トリ・ドーシャと五大（パンチャ・マハーブータ）の関係（使用された色は任意）

トリ・ドーシャ（त्रिदोष）説は、生きているものは全て、ヴァータ（वात・風、運動エネルギー）、ピッタ（पित्त・胆汁または熱、変換エネルギー）、カパ（कफ・粘液または痰、結合エネルギー）という3要素を持っており、身体のすべての生理機能が支配されているとする説である。ドーシャは五大（五大元素、五祖大元素、マハーブータ）で構成される。五大とは、土大（Pṛthvī, プリティヴィーもしくはBhūmi, ブーミ）・水大（Āpa, アーパもしくはJala, ジャラ）・火大（Agni, アグニもしくはTejas, テージャス）・風大（Vāyu, ヴァーユ）の4元素に、元素に存在と運動の場を与える空大（Ākāśa, アーカーシャ, 虚空）を加えた5つで、古代インド哲学に由来する考え方である。ヴァータは風大・空大、ピッタは火大・水大、カパは水大・土大の組み合わせである。
ドーシャ（दोष）は、サンスクリット語で「不純なもの、増えやすいもの、体液、病素、病気の発生に基本的なレベルで関係する要素、病気を引き起こす最も根本的な原因」などを意味し、体液もしくは生体エネルギーを指す。その異常が「病気のもと」となるため、病素とも訳される。3つのドーシャは、さらに15の下位ドーシャに分けられ、それぞれに場所と機能がある。
ドーシャは正常な状態では生命を維持して健康を守るエネルギーであるが、増大・増悪すると病気を引き起こす。病気とは、15の下位ドーシャの機能の悪化による、トリ・ドーシャのバランスの崩れと考えられるが、一般にヴァータの増大・増悪は呼吸器系疾患、精神・神経疾患、循環器障害を、ピッタの増大・増悪は消化器系疾患、肝・胆・膵疾患、皮膚病を、カパの増大・増悪は気管支疾患、糖尿病や肥満、関節炎、アレルギー症状を引き起こすと考えられている。
ドーシャのバランスを崩す原因としては、体質、時間、日常生活、場所、天体が挙げられ、特に体質（プラクリティ）が重視される。人間は個人により、先天的・後天的に各ドーシャの強さが異なり、性格や体質の違いとして現れる。体質は個性であると同時に、その人の病気へのかかりやすさも意味する。アーユルヴェーダでは、各人の体質に合わせた食事、生活、病気の治療法があると考え、指導や治療を行う。
ドーシャは1日のなかで、6時から4時間ごとにカパ→ピッタ→ヴァータの順で変化のサイクルがある。また1年のなかでも（インドの季節では）、春はカパが増悪、夏はヴァータが増大、秋はピッタが増悪、冬はカパが増大する。インドには雨季があるが、雨期にはヴァータが悪化、ピッタが増大する。人の一生の中でも、カパは若年期（0 - 30歳）に、ピッタは壮年期（30 - 60歳）に、ヴァータは老年期に増えやすい。その人の体質上偏っているドーシャが増えやすい時期・時間に、ドーシャのバランスを崩しやすいと考えられる。また、食べ物や日常の行動などでも、ドーシャの量は変化する。
現在のアーユルヴェーダではドーシャは3つとされるが、外科が取り入れられた古典『スシュルタ・サンヒター』では、第4の体液として血液が挙げられている。この「血液・粘液・胆汁・風」がペルシャ経由でギリシャに伝わり、「血液・粘液・黄胆汁・黒胆汁」を人間の基本体液とする四体液説の基になったともいわれる。

### トリ・グナ（三要素、三特性、三徳）
サーンキヤ学派の特徴の一つにトリ・グナ説があるが（後述）、この理論は他への影響が大きかった。トリ・グナが拮抗し互いにバランスを取ることで、自然界の諸現象や、人間の心身の状態、性格の違いなどが生まれると説明された。トリ・グナは、アーユルヴェーダでは心の状態を左右するものと考えられ、トリ・ドーシャ説と関連付けられ重視された。アーユルヴェーダでは、心が身体より上位だと考えられており、トリ・ドーシャの内にトリ・グナが含まれていると喩えられる。
| 要素               | 本性 | 作用       | 色   | 増加によるドーシャへの影響 |
| ------------------ | ---- | ---------- | ---- | -------------------------- |
| サットヴァ（純質） | 喜楽 | 照明       | 白色 | 3つのドーシャの調和        |
| ラジャス（激質）   | 苦憂 | 衝撃・活動 | 赤色 | ヴァータ、ピッタを乱す     |
| タマス（闇質）     | 暗愚 | 抑制・隠覆 | 黒色 | カパを乱す                 |

ドーシャは、「同じ性質のものが同じ性質のものを増やす」という法則で変化する。動性を持つラジャスが増加すると、怒りやイライラがつのり、動性を持つドーシャであるヴァータとピッタを増加させる。安定性・惰性を持つタマスが増加すると、怠惰になり精神活動は停滞し、カパを増加させる。このように、ラジャスとタマスの増加は、心身に悪影響を及ぼす。
一方、トリ・グナの一つであるサットヴァは純粋性を持ち、ドーシャ（不純なもの）を増大させることはない。サットヴァの増大はトリ・ドーシャのバランスを安定させ、精神的には愛情や優しさ、正しい知性、心身の健康をもたらす。

### サプタ・ダートゥ（七構成要素）
ダートゥ（Dhātu）は身体を構成する要素で、食物が消化されることで生じる。ドーシャとは違い目に見える物質であり、身体に形を与える。この質が健康状態に深く関わると考えられており、その質が優れていることをサーラと言う。摂取した食物は消化されてダートゥが作られ、そのダートゥの一部から別のダートゥが作られる。生成の順序は次のとおりである。
1. ラサ：乳糜、にゅうび。身体に栄養を与える体液。機能は「滋養」
2. ラクタ：血液組織。機能は「命の維持」
3. マーンサ：筋肉組織。機能は「塗り包む」
4. メーダス：脂肪組織。機能は「潤滑」
5. アスティ：骨組織。機能は「形を保つ」
6. マッジャー：骨髄組織。機能は「充填」
7. シュックラ：生殖組織。機能は「繁殖」

以上の順で、食物から組織が作られる。これらのダートゥを変換するためにはアグニ（消化の火）が働く。
アグニ（消化の火）が正常に働いていれば、食物はうまく消化されてオージャス（活気、活力素）が生み出され、生き生きとした健康な状況となる。オージャスはサプタ・ダートゥの髄質で、各ダートゥの生成過程で少しずつ作られるが、シュックラ（生殖組織）ができる段階で一番多く生成され、心臓に蓄積される。オージャスと共に、マラ（汗、尿、便、爪、髪などの排泄物）が生成される。アグニが正常に働かないとアーマ（未消化物, 毒素）が生成され、排泄に異変が起きる。アーマは粘着性が強く、体内のスロータス（経路、通路）を閉塞させて病気を引き起こす。
また、トリ・ドーシャはサプタ・ダートゥに依存している。ヴァータはアスティ（骨組織）に、ピッタはラクタ（血液組織）に、カパはそれ以外のダートゥに左右される。アスティが減少すると空間が増えるため、ヴァータが増え、ラクタが増加するとピッタが増え、それ以外のダートゥが増加するとカパが増える。

### アシュターンガ（八科目）

白内障の人の目。『チャラカ・サンヒター』では、jabamukhi salakaという歪曲した特殊な針を使った、白内障の治療法が説明されている。

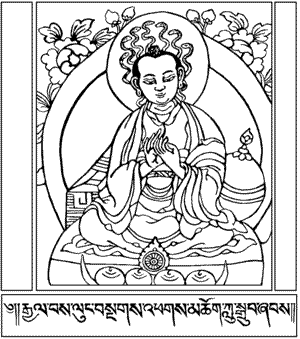
ナーガールジュナという人物は、大乗仏教を創始したナーガールジュナ（2世紀）が高名であるが、インドの伝承では医学書『スシュルタ・サンヒター』の改訂者とされ、インドでは僧としてより医師・錬金術師・呪術師として知られる。モーリッツ・ヴィンターニッツは、仏教、タントラ(密教)、医学、錬金術の4人のナーガールジュナの存在を想定している。実在の錬金術師ナーガールジュナ (錬金術)(10世紀)は、『ラサラトナーラカ』（Rasaratnakara ）など多くの錬金術書を著した

古典『チャラカ・サンヒター』では、医学は八科目（アシュターンガ）からなると述べられ、現代でも同じように8つに分類されている。
- 治病医学
  - 内科（Kāya-cikitsā, カーヤ・チキットサー）：身体全般における病気の治療。婦人科も含まれる[10]。
  - 小児科（Kaumāra-bhṛtya, カウマーラ・ブリティヤー[11]）：産科も含まれる[10]。
  - 鬼神学（Bhūta-vidyā, ブータ・ヴィディヤー）：精神科学。現代でいう精神病は、魔物が憑りつくことで起こると考えられていた[2]。
  - 鎖骨より上部の専門科（Śālākya-tantra, シャーラーキヤ・タントラ）：頭と中心とする鎖骨より上部の治療で、特殊な針などの器具を用いるため「特殊外科学」と呼ばれた[2]。眼科・耳鼻咽喉科・歯科も含まれる[10]。
  - 外科（Śālya-cikitsā, シャーリヤ・チキットサー）：異物の摘出。腫瘍の治療[1]。
  - 毒物学（Agada-tantra, アガダ・タントラ）：毒物・体毒・誤った食べ合わせによる異常に関する治療法[2]。
- 予防医学
  - 不老長寿法（Rasāyana-tantra, ラサーヤナ・タントラ）：老年医学、健康延命法。化学的・錬金術的な処理を含む[1]。
  - 強精法（Vājīkaraṇa-tantra, ヴァージーカラナ・タントラ）：催淫剤と性的若返りの研究[1]。

このように8科目を数えるようになったのがいつなのかははっきりしないが、原始仏典やジャイナ教の経典に、毒物学・不老長寿法・強精法を欠く五科目を列挙したものがあるという。

#### インド錬金術と医学
インドは古代から中国と交流があり、仏教が中国に伝わる過程でさらに関係が深くなった。中国の錬金術（錬丹術）が伝えられ、インドでも発展したと考えられている。錬丹術は道教の不老長寿法の一種で、水銀が含まれる鉱物・丹砂（硫化水銀）を主原料とする丹薬の服用などが行われた。
インドの不老長寿法・ラサーヤナ (医療)にはインド錬金術が含まれる。元々は薬草学であり、古典『チャラカ・サンヒター』の段階では、鉱物薬は限定的にしか使用されず、水銀の内服もなかった。中国錬金術の影響で、水銀や鉱物薬を扱う錬金術も含まれるようになったと考えられている。ラサーナヤという言葉は、薬草学だけでなく、錬金術や、錬金術で作られた霊薬も指すようになり、ラサまたはラサーヤナ（生命の薬草霊薬）、マハーラサ（金の薬草霊薬）、サットヴァ（金の水銀霊薬）、サルヴァ・サーットヴィカ（金の総合的鉱物霊薬、賢者の石）などの用語が生まれた。ただし、水銀には毒性があるため、中国同様、中世後期には水銀を用いた錬金術は衰えた。

## 診断
医者は、自らの五感による直接知覚（プラティヤクシャ）、推論（アヌーマナ）、信頼できる人の教示・証言（シャブダ）に拠って患者の状態を認識する。（参考：ページ下部・ニヤーヤ学派）診察は次のステップで行われる。
1. 視診（ダルシャナ）
2. 触診（スパルシャナ）
3. 問診（プラシュナ）

視診には、舌診（ジフワ・パリクシャー）、眼球の検査（ネートラ・パリークシャー）、肉体的特徴の観察などがあり、触診には、脈診（ナーディ・パリークシャー）などがある。トリ・ドーシャ説は体液病理説的な考え方であるため、ユナニ医学同様、脈診と共に糞便検査（マラ・パリークシャー）、痰などの排泄物の観察も重んじられた。聞診（聴覚・嗅覚を用いた観察）、皮膚の検査、爪の検査なども行われる。プラクリティ（体質・気質）、ヴィクリティ（病気の性質）、サーラ（組織要素の状態の良さ）、サンハティ（またはサンハナナ、体格）、ムラマーナ（身長などの測定値）、サットヴァ（意志の強さ）、サートミヤ（摂生の度合い、ライフスタイル）、ヴァヤハ（年齢）も詳しく把握され、総合して診断を下す。
脈診は、右手の人差し指、中指、薬指を使って行われ、患者が男性の場合は右手、女性の場合は左手の脈が診られる。ヴァータの状態は人差し指、ピッタは中指、カパは薬指で感じられ、脈を感じる深さによって、患者のドーシャの先天的なバランスと現在の状態を判断する。

## 治療法

### 緩和療法
緩和療法としては、睡眠時間や食事の改善、ヴィクリティ（ドーシャの増大）に対する煎じ薬、心を鎮めるための瞑想などが行われ、アーマ対策として運動やアグニの活性化が目指される。消化に関しては2つの治療があり、過剰なダートゥを減らす絶食療法と、不足したダートゥを補う栄養療法（滋養療法）がある。

#### 食事
古典『チャラカ・サンヒター』でも、健康・病気の原因として食事が挙げられており、内容だけでなく、食事を楽しみ満足することも重要と考えられている。
食物や飲み物は、アーユルヴェーダ薬物と同じようにトリ・ドーシャ、トリ・グナのバランスに影響を与えると考えられている。薬効は、ラサ（味、味覚の対象）、ヴィルーヤ（性質）、属性（グナ）、ヴィパーカ（消化後の味）を総合して判断される。ラサは五大のうち2つが結合したものとされ、甘（地大と水大）・酸（水大と火大）・鹹（塩味、地大と火大）・辛（風大と火大）・苦（風大と空大）・渋（風大と地大）の6つである。ヴィルーヤは、「熱性・冷性・どちらでもないもの」がある。属性は、「寒・熱・油・乾・重・軽・鈍・鋭」の8種類、または、これら8つに「滑・荒・固・液・軟・硬・静・動・微細・粗・粘凋（濁）・清澄（純）」を加えた20種類である。ヴィパーカは、消化の際に6つのラサが変化したもので、「甘、酸、辛」の3つである。食物のトリ・ドーシャやトリ・グナへの影響は、これらを考慮して判断される。増大したドーシャと反対の性質の食物をとり、同じ性質のものを避けることで心身のバランスの回復を目指す。ドーシャのバランスを改善するために、ヴァータが優勢な場合は胡麻油、ピッタが優勢な場合はギー（バターオイルの一種）、カパが優勢の場合は蜂蜜が与えられる。また、サットヴァを高める食物はドーシャのバランスの回復をもたらすため、米や牛乳などサットヴァの豊富な食物をとるよう勧めている。

#### 薬物の処方
アーユルヴェーダの薬は、天然に由来する動植鉱物からなる薬物（生薬）が使われる。約2,000〜2,500種の薬物があり、これらにはそれぞれ薬効（カルマ）があり、ドーシャやダートゥ、マラなどへの作用もそれぞれ決まっている。薬物は食物同様、ラサやヴィルーヤなどを総合して薬効が判断される。病気の原因はドーシャの増大・増悪であるが、症状と属性がある。治療は個々の患者の状態を考慮して、ドーシャのバランスを回復させる薬物、症状を治す薬物、反対の属性をもつ薬物が使われる。薬剤は単体で使われることもあるが、複合薬として処方（ヨガ）される場合が多い。人口の増大と伝統医療の普及で、世界的に薬物の乱獲と枯渇が問題になっている。
また、近年では一部の生薬が現代医学の視点から作用機序が研究されており、一例として産業技術総合研究所の動物実験にてアシュワガンダの強い抗がん作用が発見された。海外ではホットミルクにアシュワガンダなどのハーブやスパイスを入れ、ムーンミルクと呼ばれるドリンクが流行している。

### 減弱療法

#### 減弱療法の段階と種類
アーユルヴェーダの減弱療法（浄化法）は、可能な限り身体に負担を掛けないように時間を掛けて行う。過剰なドーシャやアーマを身体外に排泄させるために1.前処置→2.中心処置→3.後処置の順番で施される。
1. プールヴァカルマ：前処置
  - アーマパーチャナ：アーマ（毒素）の消化法
  - スネーハナ・カルマ：油剤法
  - シローダーラー：頭部の浄化、中枢神経の強壮、精神疾患などの治療
  - アビヤンガ（Abhyaṅga）：塗布するという意味で、オイルマッサージのこと。目的によって異なるオイルが使われる。
  - ピリツイル：スネーハナカルマ + スウェーダナ・カルマ（発汗法のこと）。王様の治療法と呼ばれ、熱い数リットルのオイルを全身に振り掛けマッサージする。麻痺、リューマチなどの難治性疾患に効果があるとされる。
  - エーラキリ：スネーハナカルマ+スウェーダナ・カルマ。関節痛、リューマチに効果があるとされる。
  - ナバラキリ（スウェーダナカルマ）：ナバラライス（薬米）と Bala などの生薬と牛乳を使用する
2. プラダーナ・カルマ：中心処置、パンチャカルマ
  - ヴァマナ（催吐法・主に胃・肺・食道・喉の浄化を目的とする）：Vamana
  - ヴィレーチャナ（催下法、下剤）：Virecana
  - バスティ（浣腸法）：Basti
  - ナスヤ（点鼻法・主に喉・頭部・顔面を浄化することを目的とする）：Navan、Nasya
  - ラクタ・モークシャ（瀉血療法）：Rakta Mokṣa
3. パシュチャートカルマ：後処置
  - シャマナ鎮静法：ドーシャのバランシングとアグニの正常化
  - サンサルジャナ：食事療法
  - ラサーヤナ：不老長寿法。生薬や鉱物で作られた薬品を摂る。（Chavanapurash が有名）
  - ヴァジーカラナ：強精法。良い子孫を作るための方法 ラサーヤナ同様、薬品を摂る。

#### アーユルヴェーダのマッサージ

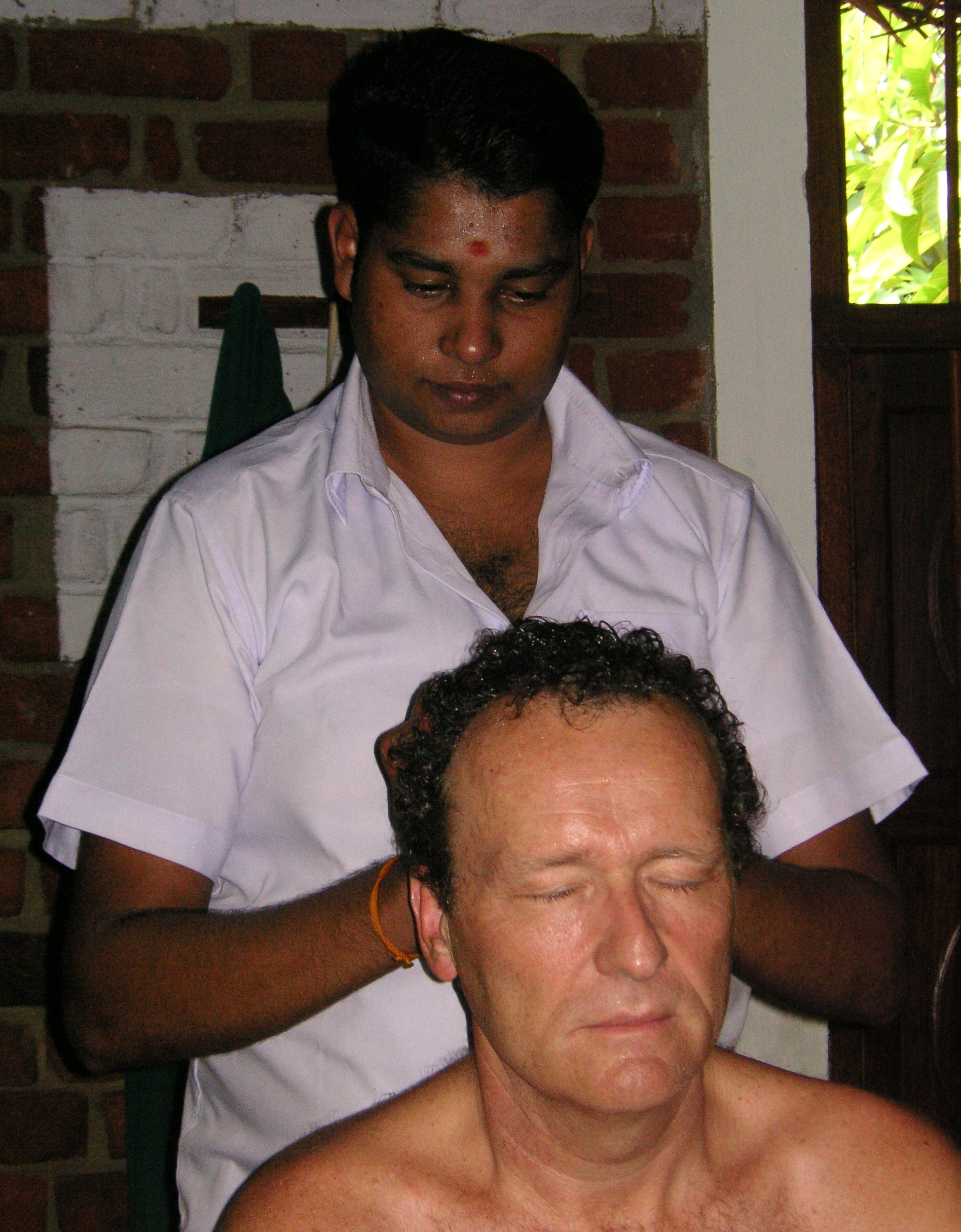
頭部のオイルマッサージ

アーユルヴェーダの治療では薬草療法が大きな位置を占めており、薬物を煎じた薬用油（タイラ）も治療に使用される。アーユルヴェーダにおけるマッサージはパンチャ・カルマの補助療法で、薬草療法の一種であり、7つのチャクラへの刺激も行われる。マッサージのベースオイルには、温かい胡麻油が使用される。胡麻油は皮膚に浸透しやすく、抗酸化作用が強いオイルで、塗布すると発汗が促進される。マッサージの手技はペルシャの医学やユナニ医学が取り入れられた歴史から、東洋・西洋のテクニックが混在し、日本伝統の手技と相通じる部分もある。次のようなマッサージが知られている。
- アビヤンガ：全身オイルマッサージで、過剰なヴァータを排出するためのバスティ（浣腸法）の前処置である。2人の施術者によって、左右同時に同じストロークでマッサージされ、ヴァータを大腸に集めるために、心臓から末端に向かって行われる。（これとは逆に、スウェーデンマッサージに代表される西洋のマッサージは、体液病理説（四体液説）を背景とし、体液の循環を促進するために末梢から心臓に向かって行われる[20]。）アビヤンガの前には、食事療法と緩和療法が必要である。
- シローアビヤンガ：ナスヤの前処置で、頭部と顔のマッサージが行われる。脱毛を防いで育毛を促し、薬草オイルの種類によっては、頭部の緊張を緩和しのぼせや不眠を改善したり、肌の状態を良くする。
- パーダビヤンガ：足のマッサージで、足底にオイルをすり込むことで、血液循環の改善・内臓の活性化・足の機能の改善・緊張の緩和などが目指される。脚までマッサージすることで、腰痛や便秘を防ぐ。この後にシロダーラーや入浴をすると、さらに効果が高まる。

パンチャ・カルマの補助療法として薬用油（タイラ）を塗布する治療がある一方、「アーユルヴェーダ・マッサージ」と呼ばれるものの多くは、外国人向けにアレンジし直されたものである。インド・コーバラム海岸に滞在したアメリカ人ヒッピーたちがアーユルヴェーダに関心を持っていたことから、地元の若者がアーユルヴェーダの治療者から知識・技術を集め青空マッサージを始め、外国人向けの「アーユルヴェーダ・マッサージ」が行われるようになった。（当時コーバラムで医療といえばナダ・チキッツァ（地域の医療）であり、アーユルヴェーダの存在を村人は知らなかった。多民族・多宗教のインド伝統医療は、アーユルヴェーダに限られず多様である。）現在では、インドの外国人向け治療施設やヘルス関連施設でマッサージが教えられており、多くの外国人がインドで学び、自国に持ち帰っている。インドやスリランカなどで行われる医療ツーリズムでは、旅行者の目的はリラクゼーションや健康増進が主であり、マッサージが治療の中心で、1回のみ行われることも多い。1週間以上滞在する場合でも、期間や旅行者の嗜好に合わせて治療がアレンジされ、浣腸法や催吐法などの苦痛を伴う治療はあまり行われない。継続性もないため、抜本的な治療にならないことも少なくない。日本では、アーユルヴェーダを名乗るエスティックサロンなどで、オイルマッサージのみが行われることが多く、アーユルヴェーダとはインド式オイルエステであるという短絡的な認識が持たれている。

### 霊的な治療

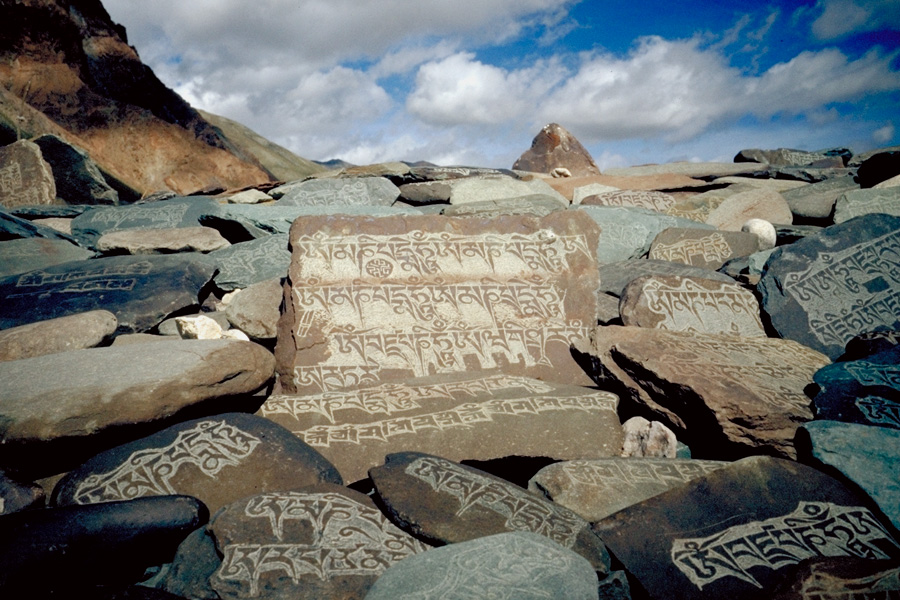
岩に書かれたマントラ

根源的・霊的な面の治療の背景には『ウパニシャッド』などのインド思想があり、患者本来の力を引出し、宇宙の根源的なエネルギーを用いて、心身の調和を取り戻すことを目的とする。様々な方法が用いられるが、患者のアートマンの活性化を目指しており、治療者は援助に徹する。患者の生き方を変えるような根本的な治療のため、多くの場合時間がかかるが、短期間で劇的に効果が現れることもあるという。
占星術などで病気がカルマ（行為・行動）によるとわかった場合、悪いカルマ（業）をなくすために善行が奨励される。また、ジョーティシャ（インド占星術）でホロスコープを見て、悪い惑星の影響を考慮した薬草療法、マントラ（呪文）や宝石を使った治療も行われる。例えば、パンチャカルマを行う日時が、占星術によって決められることもある。ただし、マントラ（呪文）や宝石を使った治療は現在ではあまり行われず、占星術の知識を持つ治療者も僅かであるという。根源的・霊的な治療としては、インド思想に基づく風水・ヴァーストゥ・シャーストラ、聖なる火を起こしてマントラを唱え、供物を捧げる治療の儀式・ヤジュニャ、聖典に由来する言葉であるマントラ、大宇宙と小宇宙（人間）の関係を視覚的に表現した聖なる図・ヤントラなども治療に使われる。

## 効能の測定
キャンサー・リサーチUKによる初期的な実験では、アーユルヴェーダを用いた癌の予防ならびに治療に対する人体への効果は確認されなかった。
2015年の文献レビューは、約40%のアーユルヴェーダ専門研究雑誌の記事がデータベースに索引付けされているとした。
ランダム化比較試験のシステマティックレビューは、複数行われている。

## 危険性
アメリカ政府が2008年に行った調査では、インターネットで購入した193個のアーユルヴェーダ関連の商品のうち、全体の2割強（21%）の商品で基準値を超える鉛・水銀・ヒ素の存在が測定された。また、アーユルヴェーダで使用される植物の成分がその他の医薬製品と人体内でどのように反応するかなどの確認が行われていないため、副作用の危険が指摘されている。アーユルヴェーダで使用される植物の中にはkavaのような国家によっては違法とされる成分や摂取量によっては毒性を示すものもあるため、注意が必要である。

## 歴史

### インド

#### 概史
バラモン教の経典「ヴェーダ」として、4つの主なヴェーダ『リグ・ヴェーダ』（紀元前15世紀頃?）、『サーマ・ヴェーダ』『ヤジュル・ヴェーダ』『アタルヴァ・ヴェーダ』があり、ヴェーダから生命に関する知識を集大成したウパ・ヴェーダが『アーユルヴェーダ』である。人類の初期の医学・薬学は呪術と結びついたものだが、こういった記述が見られるのは、『リグ・ヴェーダ』と『アタルヴァ・ヴェーダ』だけである。ウパ・ヴェーダは他に 『ガンダルヴァ・ヴェーダ』（歌舞学・芸術学）、『ダヌル・ヴェーダ』（兵法・弓の科学）、『スターパティア・ヴェーダ』（建築学・都市設計）がある。サンスクリット語で書かれており、バラモンなど知的エリートの間で受け継がれた。
アーユルヴェーダの最古の文献としては、『アグニヴェーシャ・タントラ』（紀元前8世紀頃?）があったと伝えられる。『チャラカ・サンヒター』は、『アグニヴェーシャ・タントラ』を医師チャラカが改編したものといわれ、その作業は1 - 2世紀までには終わったと考えられている。『アタルヴァ・ヴェーダ』に医学に関する内容が多く、『チャラカ・サンヒター』は、『アタルヴァ・ヴェーダ』のウパンガ（副肢）とされた。4 - 5世紀にジャイナ教、仏教といった新しい宗教や、六派哲学が発展して医学に影響を与え、呪術と医学が切り離されて、経験的・合理的な医学が始まったと考えられる。これがチャラカ、スシュルタの名で纏められた医学体系である。『チャラカ・サンヒター』『スシュルタ・サンヒター』『アシュターンガ・フリダヤ・サンヒター』などの古典の段階で、医学体系として完成しており、これらの医学書は現在まで実用的なテキストとして参照されている。古典が現在でも重要視されているため、一見進歩が否定されているように見えるが、実際には中国医学の脈診や、ペルシャやギリシャ・アラビア医学（ユナニ医学）も取り入れられ、アーユルヴェーダの薬草類にはインド国外のものも取り入れられており、柔軟に折衷されている。『チャラカ・サンヒター』をサンスクリット語から翻訳したインド数学・インド占星術研究者の矢野道雄によれば、新しく取り込まれたものも、サンスクリット化されテキストに組み込まれると古代からあったものとして扱われるため、インドでは、『チャラカ・サンヒター』の段階では見られない脈診や水銀の内服も、インド起源と思われているという。

#### 古典医学書の成立

『西遊記』のモデルになった玄奘三蔵は、正確な仏教経典を手に入れるために629年に陸路インドに向かい、645年に帰国した。当時のインドの仏教の状況や、仏教大学であるナーランダー大学で教えられた医学、六派哲学などを記録している。

アーユルヴェーダを代表する古典『チャラカ・サンヒター』（チャラカ本集）では、アーユルヴェーダはブラフマー神（梵天）によって最初に説かれ、幾柱かの神を介してインドラ神に伝えられた。そしてバラドヴァージャという仙人がインドラ神の元に赴き、教えを受けたと述べられている。『チャラカ・サンヒター』は『アタルヴァ・ヴェーダ』を根拠とし、三人の仙人が風、水、火について述べることで三元素を解説している。学術的には、『チャラカ・サンヒタ』ーは2世紀頃に成立し（文献と成立年代は矛盾しているが、不祥の太古、無限遠、未来を説明する場合であっても、便宜的に数字を置く慣行がある。仏教も同様である。）ダスグプタ博士は、哲学的な見地から『チャラカ・サンヒター』を分析し、第1巻（総論）第1章ではヴァイシェーシカ学派、第3巻（判断論）第8章ではニヤーヤ学派、第4巻（身体論）第1章ではサーンキヤ学派の思想が説明されていると説明した。
一貫して内科を扱う『チャラカ・サンヒター』に対し、クシャトリア（武士王族）と関係が深かったとされる『スシュルタ・サンヒター』（スシュルタ本集）は外科も扱い、最終的な成立は3 - 4世紀と考えられている。神々からもたらされたとされ、ブラフマー神の化身と言われるカーシーの王ダンヴァンタリがスシュルタに話しかける形で医学が説かれる。両書とも基本理論に違いはなく、内科を重視し、トリ・ドーシャの不均衡が病気を引き起こすと説明している。
古代インドの文献のほとんどは正確な年代が不明であり、アーユルヴェーダ最古の文献『チャラカ・サンヒター』『スシュルタ・サンヒター』の成立年代はわからず、相互に言及されていないため前後関係も不明である。その作者とされるチャラカ、スシュルタが生きた時代も不明であり、スシュルタなど紀元前6世紀とする説もあれば、紀元後4世紀とする説もある。ただし、『チャラカ・サンヒター』『スシュルタ・サンヒター』は特定の個人が書いたものではなく、多くの人間が関わって長い間改編され続け、現在の形になるまで10世紀近くかかったと考えられている。
のちに、両書を折衷した『アシュターンガフリダヤ・サンヒター』（八科精髄集）がヴァーグバダによって書かれたが、これは読みやすい医書でインド国外まで広く普及した。またマーダヴァ (医者)は、インド医学で初めて一つのテーマを専門的に論じた『病因論』（Roga-viniścaya, または『ニダーナ』）を書いた。これらの医学書は、時代・地域に合わせて注釈を施され、現在までアーユルヴェーダのテキストとして使われている。

#### 古典に影響を与えた思想

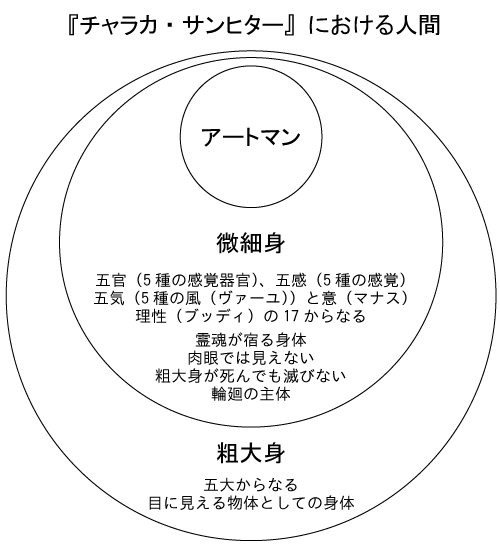
「チャラカ・サンヒター」における人間観

紀元前5・6世紀頃から、バラモン教の祭祀至上主義を打ち破ろうと自由思想家達が活躍し、ヴェーダの権威を否定する仏教、ジャイナ教のような新宗教が起こり、ウパニシャッドの哲人たちが活躍し、4世紀頃には六派哲学が隆盛した。こうした時代の中で、医学から呪術性が排除され体系化され、アーユルヴェーダと呼ばれるようになった。『アタルヴァ・ヴェーダ』などに見られる呪術的な医療は、ウパニシャッドや六派哲学・サーンキヤ学派の二元論、ヴァイシェーシカ学派の自然哲学、ニヤーヤ学派の論理学の活用によって、呪術性を排したひとつの体系に整理されたのである。

##### ウパニシャッド
ウパニシャッド（奥義書）は、広義のヴェーダ文献の最後を構成する書物である。主なウパニシャッドだけでも13あり、紀元前500年前後の数百年間に成立したと考えられている。全ていずれかのヴェーダに属するとされ、ヴェーダ聖典を伝承する各学派によって伝えられた。
その基本思想は、多様で変化し続けるこの現象世界には、唯一の不変な実体（ブラフマン、梵）が本質として存在し、それが個人の本質（アートマン、我）と同じであるという「梵我一如」である。ブラフマンは客観的、中性の原理であり、それに対しアートマンは主体的・人格的な原理である。アートマンは元々「息」「気息」を意味し、転じて「生気」「身体」「自身」「自我」「自己」「霊魂」などを意味するようになった。ウパニシャッド哲学の全思想は、すべて梵我一如の概念の周辺で展開する。

##### 六派哲学
4世紀にマガダ国から起こったグプタ朝の元で、世情は安定し豊かなインドの古典文化が花開いた。バラモン教（ばらもん教、婆羅門教, ヒンドゥー教の前身となる古代インドの宗教）が国教とされ、サンスクリット語が公用語として用いられた。（なお「バラモン教」は近代にヨーロッパ人がつけた造語で、元々バラモン教全体を指す呼称はなかった。）古来より伝わるバラモン教学が整備され、さまざまな学問の系統が確立し、スートラ（根本経典）がまとめられた。インドの学問のほとんどは、輪廻からの解脱を目的とし、宗教と哲学がほとんど区別できない点に特徴がある。この時代の正統バラモン教の哲学学派には6系統があり、六派哲学と呼ばれた。サーンキヤ学派、ヴァイシェーシカ学派、ニヤーヤ学派は六派哲学に数えられる。

###### サーンキヤ学派

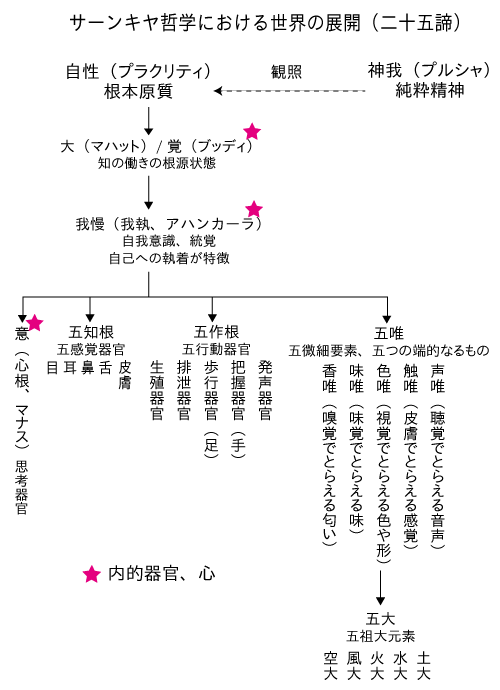
サーンキヤ哲学における世界展開（二十五諦）

世界を精神原理と物質原理に二分する、厳密な二元論を特徴とする（精神と肉体の二元論ではない）。精神原理としての「神我」（プルシャ, 純粋精神, 自己, アートマンとほぼ同意）と、物質原理としての「自性」（プラクリティ, 根本原質）の2つを世界の根源だと想定した。物質世界は全て自性から開展して生じ、思考器官（意）や自我意識（我慢）といった心も、精神ではなく物質であり、人間の身体の一器官にすぎないと考えられた。
アーユルヴェーダに影響を与えたサーンキヤの思想に、トリ・グナ説がある。世界が展開する前の自性は、サットヴァ（純質）、ラジャス（激質）、タマス（闇質）というトリ・グナ（3つの特性）が均衡した静止状態にある。神我の観照（関心、観察）によってラジャスの活動が起こると、トリ・グナのバランスが崩れて世界が開展（流出）する。開展の過程は図の通りである。一方、神我は一切変化しない。
「神我、自性、覚（大とも）、我慢、十一根（意・五知根・五作根）、五唯、五大」を合わせて「二十五諦」（二十五の原理）と呼ぶ。（「諦（Tattva）」は真理を意味する。）神我はそもそも解脱した清浄なものなので、輪廻から解脱するには、自らの神我を清めてその本性を現出させなければならない。そのためには、二十五諦を正しく理解し、ヨーガの修行を行わなければならないとされた。解脱のためのヨーガの実修は、サーンキヤ学派だけでなく、古代インド哲学・宗教のほとんどで行われていた。
六派哲学の一つであるヨーガ学派は、サーンキヤ学派に大きな影響を受けている。現代のアメリカや日本では、アーユルヴェーダはヨーガと共に語られることも多い（ただし現代のヨーガの多くは、ヨーガの密教版ともいうべきハタ・ヨーガの系統である）。しかし、インドで人生の四目的とされる法（ダルマ）、財（アルタ）、愛（カーマ）、解脱（モークシャ）のうち、解脱は医学の説くところではなく、アーユルヴェーダとヨーガはインドでは別々のものとみなされている。

###### ヴァイシェーシカ学派
ヴァイシェーシカ学派は、この世界が複数の構成要素（原子）から形成されているとする「アーランバ・ヴァーダ」（積集説）を代表する学派である。根本経典は、『チャラカ・サンヒター』と近い時代に成立したと考えられている。
この学派では、「実体（実）、属性（徳）、運動（業）、普遍（同）、特殊（異）、内属（和合）」の6つのパダールタ（六句義、六原理、6つの範疇）を想定して世界を分析・解明しようとした。実体は、「四大と虚空、時間、方角、アートマン（我）、マナス（意）」からなり、四元素は直接知覚することのできない原子（極微）からなると考えた。原子が2つ以上結合して複合体となり、知覚できるものとなるが、これらの複合体は無常であり、破壊され変化する。パダールタは、さまざまな範疇を設定して詳細に分析され、世界の説明が試みられたが、こういった分析方法は『チャラカ・サンヒター』でも用いられている。

###### ニヤーヤ学派
インドにおいて、正しい論証方法・論理学は古くから研究され、『チャラカ・サンヒター』でも、医師の心得として「論議の道」が44項目にわたって分類・検討されている。ニヤーヤ学派の世界観は、その多くをヴァイシェーシカ学派に拠っており、独自性は論証方法の研究にある。インドの論理学は認識論と密接な関係にあり、ニヤーヤ学派も「正しい認識とはいかにあるべきか」をメインテーマとし、「直接知覚」「推論」「類比」「信頼できる人の教示・証言」の4つの認識方法を提示した。また、他者との論争において、推論は「主張（宗）」「理由（因）」「実例（喩）」「適合（合）」「結論（結）」の「五分作法」にしたがって立証されなければならないと考えた。論争では、それぞれが五分作法にしたがって論議・検討し、ある事柄が妥当だと確定した場合、真実が知られたといえる、とされた。

#### ユナニ医学

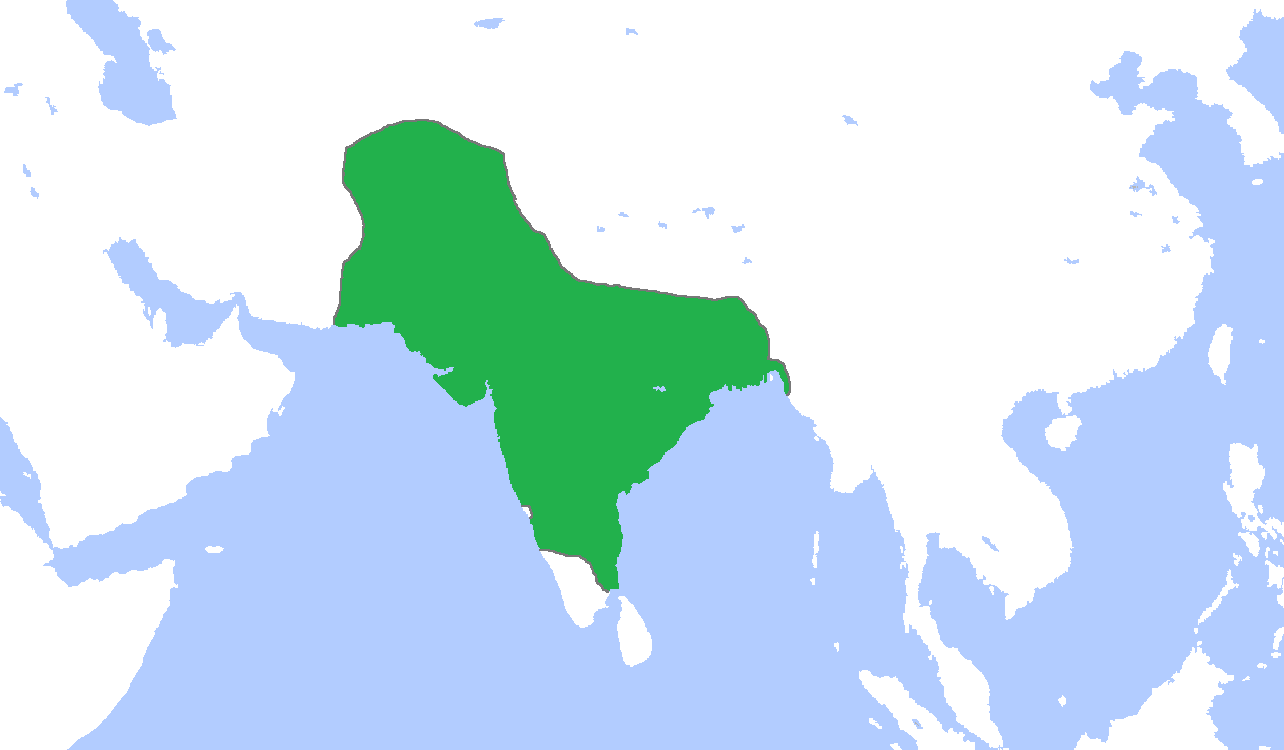
ムガル帝国の最大版図（1707年、第6代皇帝アウラングゼーブ死亡時）

インドにイスラム教が伝えられたことで、アーユルヴェーダにはユナニ医学の要素が加わった。逆にユナニ医学には、多くのアーユルヴェーダ薬物が取り入れられている。
ユナニ医学はイスラーム勢力の拡大で広がり、ムガル帝国時代にその勢力は最高潮に達した。アーユルヴェーダとユナニ医学は、理論的に近いものがあり、対立するよりむしろ共存し、互いの知識・技術を取り入れあったようである。一般に、イスラム教徒が支配する都市部や宮廷、富裕層ではユナニ医学が中心となり、アーユルヴェーダは衰退したが、ヒンズー教徒が住む周辺部、貧しい人々の間で命脈を保っていた。アーユルヴェーダ復古主義者の間では、ユナニ医学は西洋医学と共に、アーユルヴェーダ没落の原因であるといわれるが、実際にはユナニ医学がアーユルヴェーダを生きながらえさせたと考えられている。多民族・多宗教社会であるインドでは、現代医学、アーユルヴェーダ以外に、ユナニ医学、シッダ医学など様々な伝統医学・民俗療法が現在も行われている。

#### 西洋近代医学

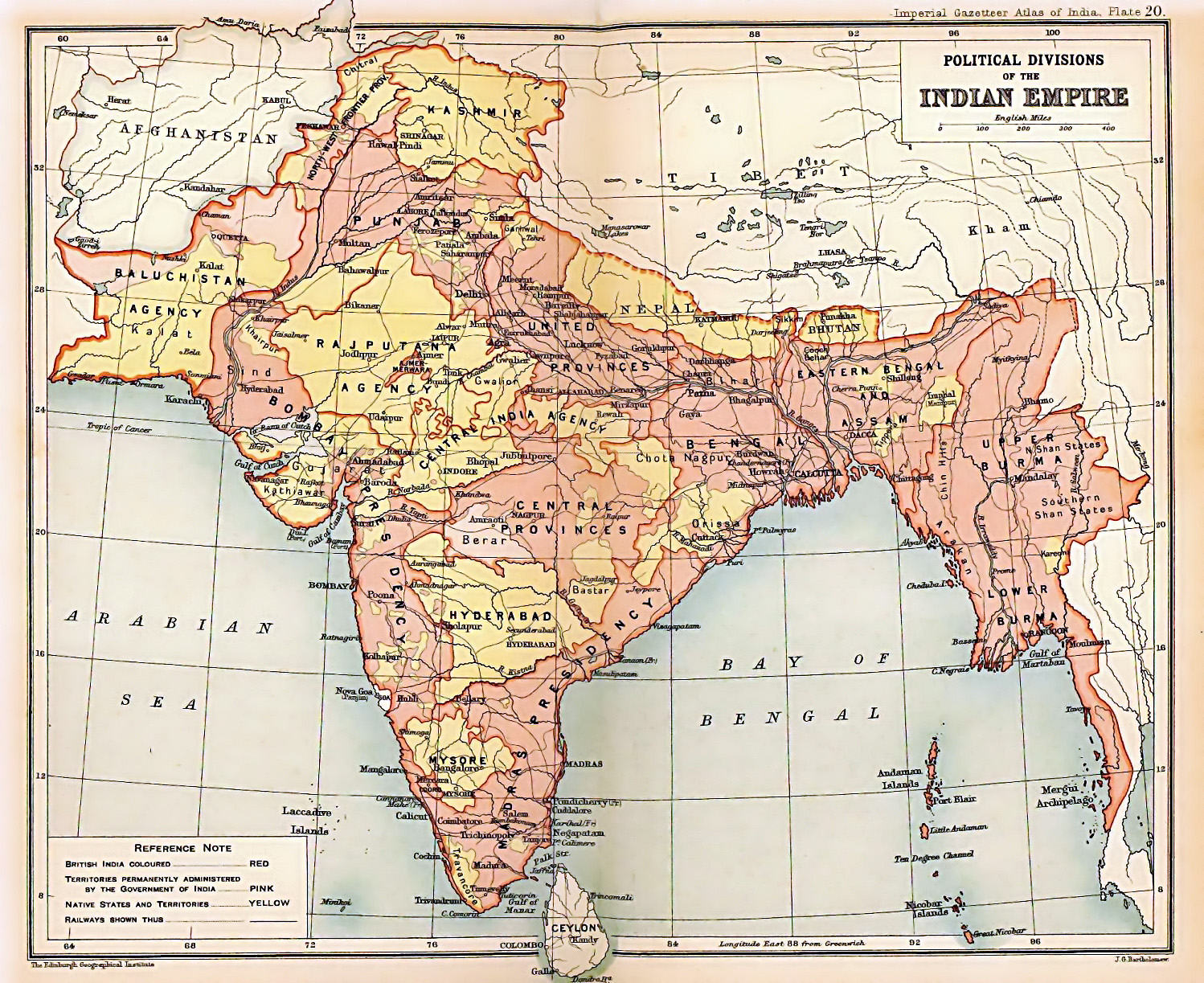
1909年当時のイギリス領インド帝国。イギリスによる直接統治下に置かれた地域はピンク、藩王国は黄色で示されている。

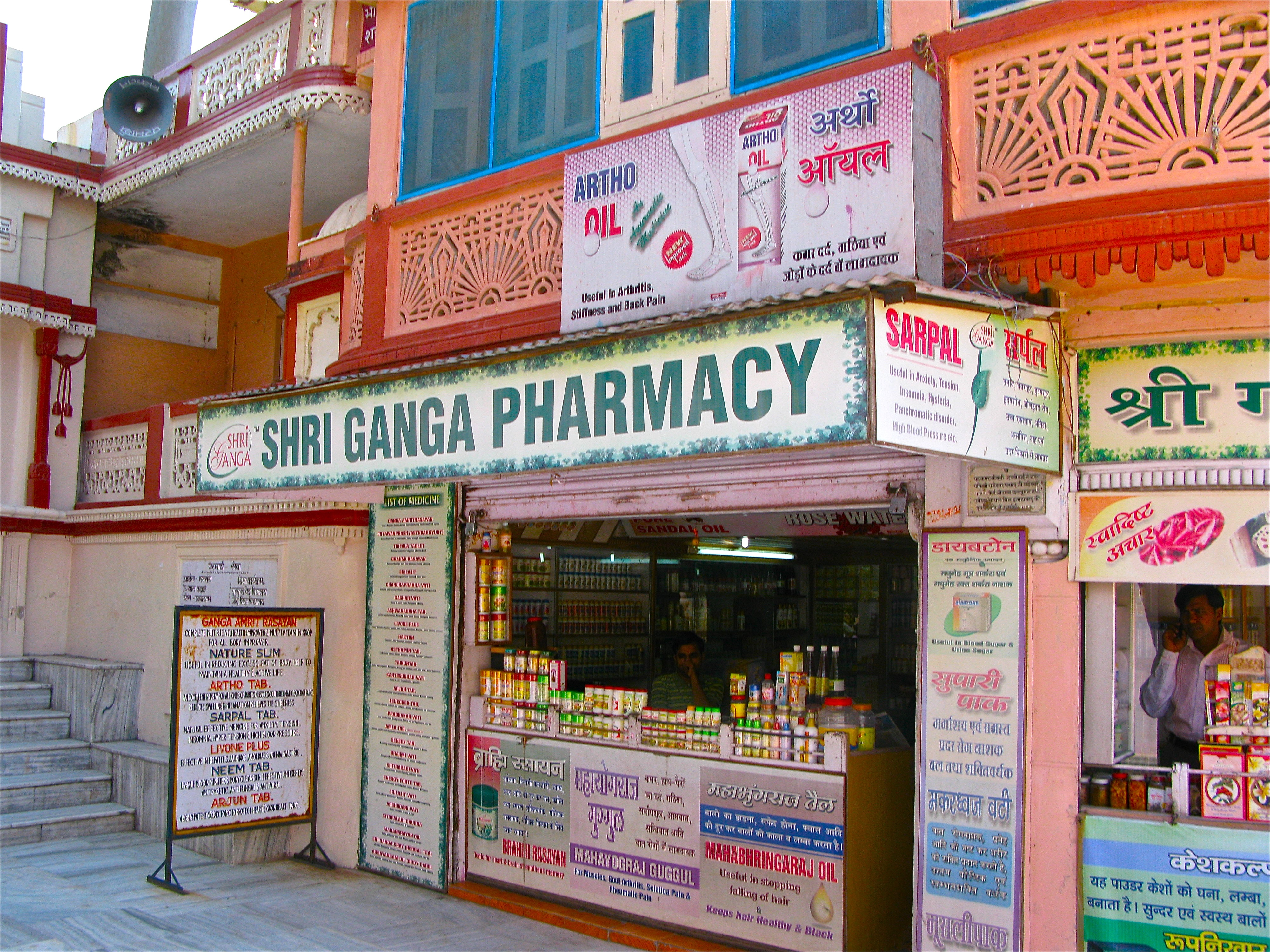
典型的なアーユルヴェーダ薬局, Rishikesh。

16世紀初めにインドに進出してきたヨーロッパ人たちは、アーユルヴェーダ・ユナニ医学共に原始的で未熟な医学として軽蔑した。しかし18世紀の終わりに、サンスクリット語で書かれたインドの伝統的学問がヨーロッパの学者の関心を集めると、サンスクリット語による医学書も注目された。
19世紀中頃から近代教育が広がると、インドの伝統的な学者（バンディット）たちは自らの伝統に目覚め、復古主義的運動が起こった。西洋医学を教える大学がインドに開かれた後に、それに対抗する形でアーユルヴェーダの教育制度も整えられていった。それに伴い、家族や師弟を通した伝承は少なくなっていった。アーユルヴェーダは、愛国心の高まりとともに「インド伝統医学」として復興・普及し、20世紀の独立運動と共にさらに盛んになった。
アーユルヴェーダの隆盛には、莫大な人口を抱え貧困層も多いインドでは、高額な西洋医学で全ての人の医療を賄えないことも関係している。また、保守的な国民性のため、西洋医学になじめない人も多いという。
新型コロナウイルス感染症（COVID-19）に対しても、アーユルヴェーダに基づく医薬品や健康食品が投入されている。インド政府も推奨しているが、現代医学の医師からの批判も起きている。

#### 折衷主義と復古主義
西洋医学がインドに伝えられ、その有効性が示されると、アーユルヴェーダの医者は折衷派と復古派に分かれた。折衷派は西洋医学を取り入れた治療を行い、現代の機器を用いた診断も行う。一方復古主義者は、イスラムとイギリスの支配によってアーユルヴェーダは堕落したと考え、ユナニ医学・西洋医学を排して純粋なアーユルヴェーダに戻れば西洋医学に優ると主張する。
両者は激しく争っており、特にスリランカで顕著である。1957年に、スリランカの伝統医学委員会委員長であった自治大臣が暗殺され、これは狂信的なアーユルヴェーダ復古主義者の犯行だといわれる。

#### アーユルヴェーダ医師（BAMS）
現在インドでは現代医学で治療を行う医師の他に、アーユルヴェーダ医師の国家資格（Bachelor of Ayurvedic Medicine and Surgery, BAMS）がある。大学で学んで資格を取得すれば、開業して治療を行うことができる。アーユルヴェーダを教える大学はインドでは100を越え、大学院が併設された大学もある。BAMSの教育期間は、1年の研修を含めて5年半で、現代医学・アーユルヴェーダ両方を学ぶ。

### スリランカ
スリランカには、紀元前3世紀にインドから仏教が伝わった際に、共にアーユルヴェーダが伝来したといわれる。その前にはデーシャチキッサという固有の伝統医学があり、アーユルヴェーダはこれと混ざり合って発展した。現在でもアーユルヴェーダと共有しないスリランカ固有の治療法は、デーシャチキッサの名で残されている。
イギリス統治下に西洋近代医学が導入され、広く普及した。アーユルヴェーダは国の支援を失って衰退したが、ナショナリズムの高まりで仏教や伝統文化と共に注目されるようになり、独立前の1928年に伝統医療委員会が設立された。1961年にはアーユルヴェーダ法が制定されて公的に医療として認められ、1980年には伝統医療省が設立された。スリランカは民族ではシンハラ人、宗教では仏教が多数を占めるが、多民族・多宗教の国家であり、伝統医療省ではアーユルヴェーダだけでなく、シッダ医学、ユナニ医学、デーシャチキッサなどの伝統医学も保護・発展の対象にしている。
スリランカは、イギリスの植民地支配から脱した8年後、少数民族タミル人を排除する「シンハラ唯一政策」（1956年）をきっかけに内戦状態に陥った。2009年に終結宣言がされたが、長期の内戦のために観光産業は振るわなかった。そのため、外資獲得の手段として、ホテルでアーユルヴェーダを行う外国人向けの医療ツーリズムが取り入れられ、観光客は年々増加している。
1972年以降、国立大学で教育が行われており、2008年の段階で国民の15%はアーユルヴェーダによる治療を受けている。現代医学を教える大学は8校あり、対してアーユルヴェーダは4校である。現代医学の医師は2万人、アーユルヴーダの医師は1万5,000人存在する。そのうち大学でのアーユルヴェーダ教育を受けた者は4,000人で、他には代々アーユルヴェーダを受け継ぐ家の治療者や、寺院でアーユルヴェーダを受けつぐ僧などがある。アーユルヴェーダの治療が有効と思われるジャンルは関節炎、麻痺症状、狂犬病、蛇に噛まれた時の治療などであるが、伝統的なアーユルヴェーダ医の家には、それぞれ得意とする分野がある。また、半世紀前には占星術を用いた治療も行われたが、現在ではそういった知識を持つ治療者は稀だという。治療の上で、現代医療とアーユルヴェーダが互いを紹介することも行われ、統合医療が目指されている。

### 日本

#### 仏教医学伝来から昭和まで
アーユルヴェーダで利用される薬物は、仏教と共に中国に伝えられ、7 - 8世紀頃には遣唐使らによって日本に伝来した。正倉院に伝わる薬物の中には、アーユルヴェーダ薬物を起源とするものが多数あると言われる。また、日本最古の医学書『医心方』（982 - 984年）には、アーユルヴェーダに強い影響を受けた仏教医学が多少説明されている。ただ日本の医療は、5世紀初頭に中国医学が伝来して以来、漢方（和法）として独自に発展を遂げ、明治までそれが主流であった。現在でも漢方は代替医療として、医師、鍼灸師、柔道整復師らによって広く行われている。一方アーユルヴェーダが本格的に日本に紹介されるのは、江戸時代の鎖国の関係もあり、大正になってからである。
日本でのインド医学の研究は、1921年（大正10年）に泉芳環「印度の医方及び薬物─ヘルンの図書の解説として─」（『仏教研究』2巻4号）が研究誌に初めて掲載され、続いていくつかの論文が発表された。

#### 昭和以降の研究
昭和に入ってからは、大地原誠玄によるアーユルヴェーダ古典の翻訳「国訳古代印度医典チャラカ本集」（『立命館大学』1巻10〜4巻3号までの7編）、「スシュルタ医学」（『大乗』13巻4号〜14巻4号）が発表され、1941年（昭和16年）には、の大地原誠玄によるサンスクリット語から翻訳『ススルタ本集』が出版された。
本格的な研究は、1967年（昭和42年）のインド伝承医学研究会の設立に始まる。研究会設立後、研究会誌が発刊され、現在まで580編以上、3,400ページ以上にわたる多くの論文が書かれた。同研究会は、幡井勉（東邦大学医学部教授）、丸山昌郎（日本民族医学研究所）らによって設立され、1968年（昭和43年）にインド伝承医学研究調査視察団が丸山博（大阪大学医学部教授）、幡井勉、石原明、岡部索道ら9名がインドを訪問し、インドのグジャラート・アーユルヴェーダ大学や研究所を視察した。翌年1969年（昭和44年）には、丸山博教授が所属する大阪大学で、アーユルヴェーダセミナーが初めて開講された。
1970年（昭和45年）には、丸山博教授らの呼びかけでアーユルヴェーダ研究会が設立された（会長：丸山博、事務局：大阪大学医学部衛生学教室）。幡井勉は、東洋伝承医学研究所、ハタイクリニックを設立し、アーユルヴェーダと現代医学医を統合して治療を行った。また、稲村晃江はグジャラート・アーユルヴェーダ大学に入学し、5年間の教学課程を修了し日本人として初めてインド国家認定アーユルヴェーダ医師として認められ、さらに大学院も修了した。
1980年代には、アーユルヴェーダ医師ウパディヤヤ・カリンジェ・クリシュナが、東洋伝承医学研究所の副所長として活動し、日本語のアーユヴェーダの教科書を著した。1994年には、東洋伝承医学研究所で、専門家向け・素人向けの2本立てでアーユルヴェーダの教育プログラムが開始した。
1985年（昭和60年）第7回日本アーユルヴェーダ研究会総会で、日本初のアーユルヴェーダの臨床応用としてクシャーラ・スートラ（痔瘻の治療）の臨床成績が報告された。1987年（昭和62年）には日本アーユルヴェーダ研究会にヨーガ療法の研究者も加わり、学術発表の範囲も大きく変化した。

#### 一般への普及と現状

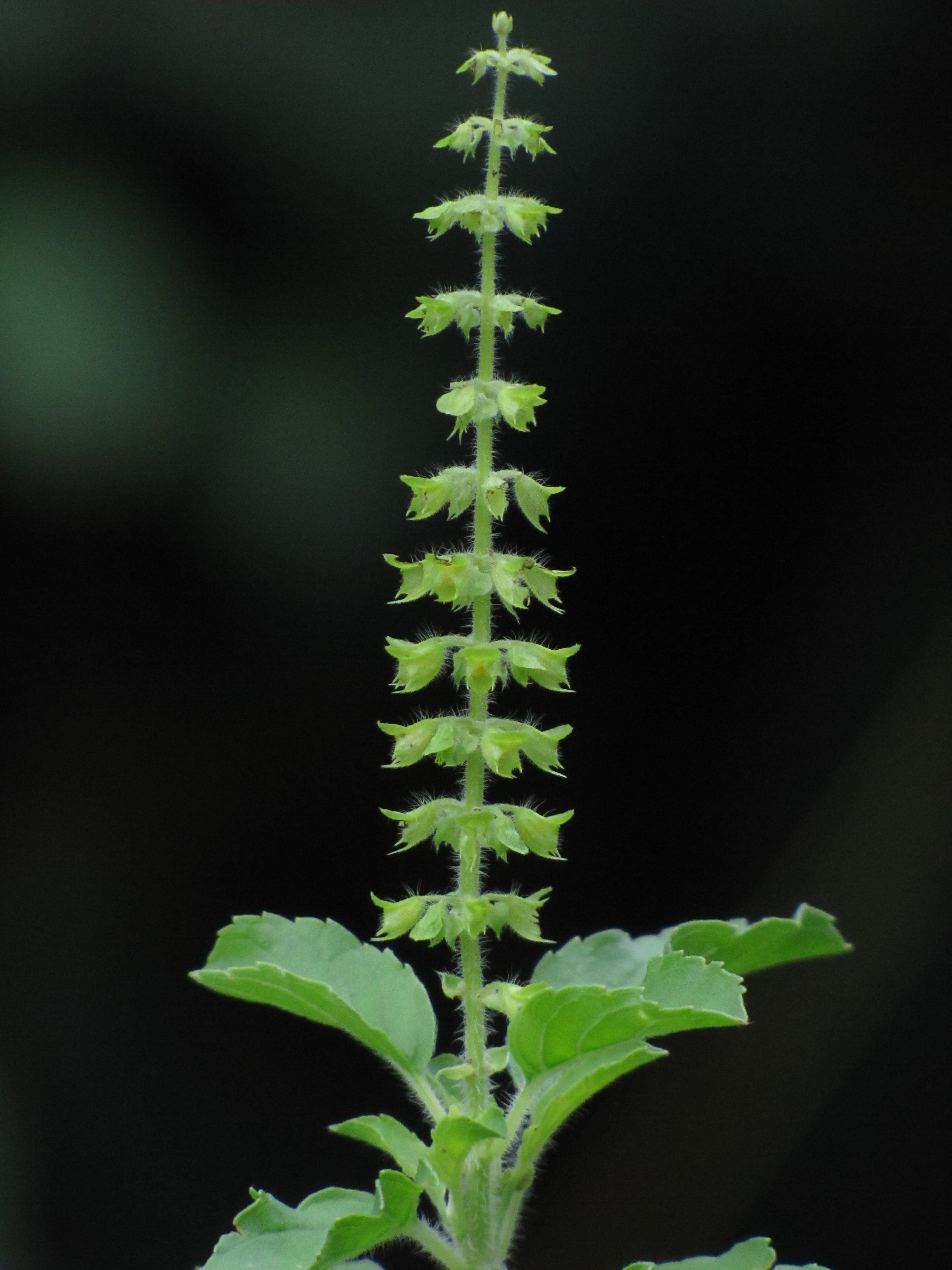
ヒンディー語でトゥルシー(tulsi)、英語でホーリーバジル(holy basil)、有名なアーユルヴェーダの薬草)。

1989年（平成元年）には、NHKで『中国・インド伝承医学』が放映され、一般に広く浸透した。1998年、アーユルヴェーダ研究会は日本アーユルヴェーダ学会（The Society of Ayurveda in Japan）に名称を改めた。
2008年（平成20年）、第30回日本アーユルヴェーダ学会総会が開催され、会長の稲村晃江（アーユルヴェーダ医師）
の尽力で、日本アーユルヴェーダ研究会誌全37巻から優れた論文を抜粋した論文集が発刊され、過去の日本アーユルヴェーダ研究が集大成された。
日本アーユルヴェーダ学会は、日本の医療制度の中でアーユルヴェーダ医学の役割を明らかにし、広く治療をこなうために、「アーユルヴェーダの標準化と資格制度」に取り組んでいる。現在日本においてアーユルヴェーダの国家資格は存在しないが、催吐法、催下法などのパンチャカルマ（浄化療法）、ネートラタルパナ（薬草オイルを点眼する眼の治療）のような点眼および目の洗浄、診断・薬剤の処方など、治療の多くは医行為に当たると考えられ、医師がアーユルヴェーダを行う少数の病院でしか治療を受けることはできない（インドのアーユルヴェーダ医師の免許を持っていても、日本での治療には医師免許が必須である）。医師向けのアーユルヴェーダの教育機関もごくわずかしか存在せず、注目を集めつつあるとはいえ、日本では広く治療が行われているとは言えない。
アーユルヴェーダは、アメリカ経由で日本に紹介されたヨーガの人気に伴い、1990年代に一時的にブームとなった。現在日本では、その名を冠したマッサージサロン、エステティックサロンが多く存在する。こういったサロンでは、アーユルヴェーダのマッサージや、シロダーラー、薬茶など、ごく一部の療法を用いて施術を行っている。そのため、アーユルヴェーダは「インド式オイルエステ」などの別名で呼ばれることもあり、痩身マッサージやエステティックの一種だという短絡的な認識が広まっている。また、週刊誌で風俗マッサージ店がアーユルヴェーダを名乗るなどの記事もあり、本来の全体的な生命科学としてのアーユルヴェーダとは正反対の用例が数多くみられる。日本のサロンで行われるアーユルヴェーダは、その名に反してエステティックもしくはリラクゼーションの一種であり、伝統医療としてのアーユルヴェーダとは区別して考える必要がある。
アーユルヴェーダ薬物は、日本では健康食品や健康茶として徐々に人気となっており、そのほとんどは輸入に頼っている。しかし、薬事法違反の危険性があるような販売方法がされたり、薬食同源・方剤原理が忘れられ、単一の薬草だけの効果がアピールされるなど、様々な問題が生じている。また、漢方薬同様、現代医学の枠ぐみの中で薬効や処方が判断されてしまうことも多い。
日本にはアーユルヴェーダの研究施設はほとんどない。1999年に設立された富山県国際伝統医学センターでは、アーユルヴェーダを含めた世界中の代替医療が研究されていたが、2008年から研究は富山大学に移管され、センターは2010年に廃止された。横浜市立大学長寿科学研究室では、アーユルヴェーダハーブの生理活性作用について研究されている。

## 古典の翻訳
- 大地原誠玄（訳）「国訳古代印度医典チャラカ本集」『立命館大学』1巻10〜4巻3号までの7編, 第1巻第16章までをサンスクリット語から和訳
- 大地原誠玄（訳）「スシュルタ医学」『大乗』」13巻4号〜14巻4号, サンスクリット語から和訳
- 大地原誠玄（訳）『スシュルタ本集』1971年・アーユルヴェーダ研究会, 昭和54年・臨川書店, サンスクリット語から和訳
- 矢野道雄（訳）『インド医学概論』1988年・朝日出版社, 『チャラカ・サンヒター』第1巻「医学概論」をサンスクリット語から和訳。付論「『チャラカ・サンヒター』「身体論」第1章とヴァイシェーシカ哲学』アントネッラ・コンバ
- クンジャ・ラル・ビシャグラットナ（英訳）、伊東弥恵治（原訳）、鈴木正夫（補訳） 『ススルタ大医典』全3巻；ススルタ大医典出版委員会・1971年, 人間と歴史社・2005年10月, 英訳本『THE SUSHRUTA SAMHITA』（1907）からの重訳, ISBN 489007158X
- 山下勤「インド伝統医学書『チャラカ・サンヒター』における病理論―『チャラカ・サンヒター』第二篇第一章第一〜十五節訳解―」「日本医史学雑誌」第52巻第3号・2006年
- 日本アーユルヴェーダ学会（訳）『チャラカ本集 総論篇―インド伝承医学』2011年・せせらぎ出版, P.V.Sharma英訳本を底本とした重訳。サンスクリット語ローマ字表記・英語・日本語の3ヵ国語併記。ISBN 9784884162047

なお、『アシュターンガフリダヤ・サンヒター』のスートラスターナ（第1巻）は、かつて出版が企画され矢野道雄によって翻訳されているが、現在まで出版されていない。